# Put (zespół muzyczny)
Put – chorwacki zespół muzyczny, założony w 1993 w Rijece. Reprezentant Chorwacji z utworem „Don’t Ever Cry” w 38. Konkursie Piosenki Eurowizji.

## Historia zespołu
W skład zespołu weszli artyści występujący wcześniej w chorwackiej grupie wokalnej Putokazi, założonej w 1984 z inicjatywy Mirandy Đaković. Sześcioosobowy skład zespołu stanowili: Vivien Galletta, Angela Jeličić, Melita Sedić, Naim Ajra, Petar Cucak Migliaccio oraz Olja Desić.
W 1993 brali udział z piosenką „Don’t Ever Cry” w programie Dora 1993, mającym ma celu wyłonienie reprezentanta Chorwacji w 38. Konkursie Piosenki Eurowizji. Ostatecznie wygrali koncert finałowy selekcji, który odbył się 28 lutego 1993, zdobywając łącznie 85 punktów w głosowaniu 11-osobowej komisji jurorskiej. Tekst do ich konkursowego utworu, który powstał w chorwackiej oraz angielskiej wersji językowej, napisał Andrej Baša, a muzykę skomponował Đorđe Novković. Utwór wydano na singlu m.in. na terenie Chorwacji oraz Belgii. Przed finałem konkursu Europejska Unia Nadawców, z uwagi na problem zbyt dużej liczby krajów chętnych do udziału w konkursie, spowodowany rozpadem bloku wschodniego oraz rozdzieleniem się Jugosławii na mniejsze państwa, wprowadziła rundę kwalifikacyjną Kvalifikacija za Millstreet, w której wzięły udział kraje, które albo nigdy wcześniej nie uczestniczyły w konkursie, albo (jak w przypadku Jugosławii) nie uczestniczyły w stawce jako osobny naród. 3 kwietnia 1993 w Lublanie odbyły się eliminacje, w których wzięli udział reprezentanci Chorwacji, Bośni i Hercegowiny, Węgier, Słowenii, Słowacji i Estonii. Ostatecznie zespół Put zajął w nich trzecie miejsce, dzięki czemu zdobył możliwość wystąpienia w finale Konkursu Piosenki Eurowizji. Zajął w nim 15. miejsce z 31 punktami na koncie.
Po udziale w Konkursie Piosenki Eurowizji grupa rozpadła się, a muzycy powrócili do zespołu Putokazi, z którym nagrywali kolejne utwory.